# Guadua chaparensis
Guadua chaparensis är en gräsart som beskrevs av Ximena Londoño och Zurita. Guadua chaparensis ingår i släktet Guadua och familjen gräs. Inga underarter finns listade i Catalogue of Life.